# Rondibilis szetschuanica
Rondibilis szetschuanica es una especie de escarabajo longicornio del género Rondibilis, tribu Acanthocinini, subfamilia Lamiinae. Fue descrita científicamente por Breuning en 1963.
La especie se mantiene activa durante el mes de mayo.

## Descripción
Mide 10 milímetros de longitud.

## Distribución
Se distribuye por China y Nepal.